# Mariël Borgerink
Mariël Borgerink (Oldenzaal, 28 maart 1992) is een wielrenner uit Koninkrijk der Nederlanden.